# 加藤泰行
加藤 泰行（かとう やすゆき）は、江戸時代中期の大名。別名は泰顕、泰英。伊予国大洲藩の第8代藩主。官位は従五位下・出羽守。

## 略歴
第6代藩主・加藤泰衑の次男として誕生。幼名は作十郎。
明和5年（1768年）、先代藩主の加藤泰武の死去により跡を継ぐが、翌明和6年（1769年）5月8日、17歳で死去した。嗣子がなく、跡を弟の泰候が継いだ。法号は本源院殿天性宗真大居士。墓所は東京都台東区松が谷三丁目の海禅寺。

## 系譜
- 父：加藤泰衑（1728-1784）
- 母：天涼院
- 養父：加藤泰武（1745-1768）
- 養子
  - 男子：加藤泰候（1760-1787） - 加藤泰衑の四男